# Lapponia
Pour l’article homonyme, voir Lapponia (chanson).
Lapponia, traduit par la suite en français sous le nom Histoire de la Laponie, est un livre écrit par Johannes Schefferus (1621-1679) offrant une description très détaillée de l'histoire du nord de la Scandinavie et en particulier du peuple Sami. Il fut publié en latin en 1673 à Francfort-sur-le-Main et fut rapidement suivi par une traduction en anglais, français, allemand et néerlandais. Le but était de tordre le cou à certaines rumeurs disant que les Suédois utilisaient de la magie same dans les batailles en Europe.